# Kaplica Hathor świątyni Dżeser-Achet w Ad-Dajr al-Bahri
Kaplica bogini Hathor w Ad-Dajr al-Bahri – część zespołu świątyni Hatszepsut w Ad-Dajr al-Bahri, której konstrukcja wcinała się jednak głęboko w dziedziniec środkowego tarasu świątyni Totmesa III. Kaplica była częściowo wykuta w skale, dzięki czemu jej sanktuarium zachowało się niemal w całości w idealnym stanie, w przeciwieństwie do pozostałej części budowli, która została zniszczona podczas zawalenia się świątyni Totmesa III. Początkowo posiadała tylko jedną salę hypostylową poprzedzoną niewielkim dziedzińcem, jednak jeszcze za życia Hatszepsut powiększono ją o drugą salę kolumnową. Za nimi znajdował się westybul z dwiema kolumnami prowadzący do czterech niewielkich pomieszczeń oraz "sali na barkę" i głównego sanktuarium.

## Badania archeologiczne i prace dokumentacyjne
Kaplica została odkryta w trakcie wykopalisk prowadzonych w obrębie świątyni Mentuhotepa II przez Edouarda Naville’a oraz Henry’ego R. Halla w latach 1903–1907 w ramach ekspedycji Egypt Exploration Fund.